# Международный день ООН
Международный день ООН — официально установленный ООН международный памятный день. В основном учреждается резолюциями Генеральной Ассамблеи ООН. Как правило, ежегодно на каждый международный день выбирается своя тема дня.

## Январь
- 4 января — Всемирный день азбуки Брайля
- 24 января — Международный день образования
- 27 января — Международный день памяти жертв Холокоста

## Февраль
- 6 февраля — Международный день нетерпимого отношения к калечащим операциям на женских половых органах
- 10 февраля — Всемирный день зернобобовых
- 11 февраля — Международный день женщин и девочек в науке
- 13 февраля — Всемирный день радио (ЮНЕСКО)
- 20 февраля — Всемирный день социальной справедливости
- 21 февраля — Международный день родного языка (ЮНЕСКО)

## Март
- 1 марта — День «Ноль дискриминации» (ЮНЭЙДС)
- 3 марта — Всемирный день дикой природы
- 8 марта — Международный женский день
- 20 марта — Международный день счастья
- 20 марта — День французского языка в ООН
- 21 марта — Всемирный день людей с синдромом Дауна
- 21 марта — Всемирный день поэзии (ЮНЕСКО)
- 21 марта — Международный день борьбы за ликвидацию расовой дискриминации
- 21 марта — Международный день Навруз
- 21 марта — Международный день лесов
- 22 марта — Всемирный день водных ресурсов
- 23 марта — Всемирный метеорологический день (ВМО)
- 24 марта — Всемирный день борьбы против туберкулёза (ВОЗ) (WMO/EC-XII/Res.6)
- 24 марта — Международный день права на установление истины в отношении грубых нарушений прав человека и достоинства жертв
- 25 марта — Международный день памяти жертв рабства и трансатлантической работорговли
- 25 марта — Международный день солидарности с сотрудниками, содержащимися под стражей и пропавшими без вести

## Апрель
- 2 апреля — Всемирный день распространения информации о проблеме аутизма
- 4 апреля — Международный день просвещения по вопросам минной опасности и помощи в деятельности, связанной с разминированием
- 6 апреля — Международный день спорта на благо развития и мира
- 7 апреля — Международный день памяти о геноциде в Руанде
- 12 апреля — Международный день полета человека в космос
- 20 апреля — День китайского языка в ООН
- 21 апреля — Всемирный день творчества и инновационной деятельности
- 22 апреля — Международный день Матери-Земли
- 23 апреля — Всемирный день книги и авторского права (ЮНЕСКО)
- 23 апреля — День английского языка в ООН
- 23 апреля — День испанского языка в ООН
- 25 апреля — Всемирный день борьбы против малярии (ВОЗ)
- 26 апреля — Международный день памяти о чернобыльской катастрофе
- 26 апреля — Международный день интеллектуальной собственности (ВОИС)
- 28 апреля — Всемирный день охраны труда (МОТ)
- 30 апреля — Международный день джаза (ЮНЕСКО)

## Май
- 2 мая — Всемирный день тунца
- 3 мая — Всемирный день свободы печати
- 8—9 мая — Дни памяти и примирения, посвященные памяти жертв второй мировой войны
- вторая суббота мая (плавающая дата) — Всемирный день мигрирующих птиц (ЮНЕП)
- 15 мая — Международный день семей
- 16 мая — Международный день мирного сосуществования
- 16 мая — Международный день света (ЮНЕСКО)
- 17 мая — День Весак
- 17 мая — Всемирный день электросвязи и информационного общества (МСЭ)
- 20 мая — Всемирный день пчел

- 21 мая — Всемирный день культурного разнообразия во имя диалога и развития
- 22 мая — Международный день биологического разнообразия
- 23 мая — Международный день по искоренению акушерских свищей
- 29 мая — Международный день миротворцев ООН
- 31 мая — Всемирный день без табака (ВОЗ)

## Июнь
- 1 июня — Всемирный день родителей
- 3 июня — Всемирный день велосипеда
- 4 июня — Международный день невинных детей — жертв агрессии
- 5 июня — Всемирный день окружающей среды (ЮНЕП)
- 5 июня — Международный день борьбы с незаконным, несообщаемым и нерегулируемым промыслом
- 6 июня — День русского языка
- 7 июня — Всемирный день безопасности пищевых продуктов
- 8 июня — Всемирный день океанов
- 12 июня — Всемирный день борьбы с детским трудом (МОТ)
- 13 июня — Международный день распространения информации об альбинизме
- 14 июня — Всемирный день донора крови (ВОЗ)
- 15 июня — Всемирный день распространения информации о злоупотреблениях в отношении пожилых людей
- 16 июня — Международный день семейных денежных переводов (МФСР)
- 17 июня — Всемирный день борьбы с опустыниванием и засухой
- 18 июня — День устойчивой гастрономии
- 19 июня — Международный день борьбы с сексуальным насилием в условиях конфликта
- 20 июня — Всемирный день беженцев
- 21 июня — Международный день празднования солнцестояния
- 21 июня — Международный день йоги
- 23 июня — Международный день вдов
- 23 июня — День государственной службы ООН
- 25 июня — День моряка (ИМО)
- 26 июня — Международный день борьбы со злоупотреблением наркотическими средствами и их незаконным оборотом
- 26 июня — Международный день в поддержку жертв пыток
- 27 июня — День микро-, малых и средних предприятий
- 29 июня — Международный день тропиков
- 30 июня — Международный день астероида
- 30 июня — Международный день парламентаризма

## Июль
- первая суббота июля (плавающая дата) — Международный день кооперативов
- 11 июля — Всемирный день народонаселения ПРООН
- 15 июля — Всемирный день навыков молодёжи
- 18 июля — Международный день Нельсона Манделы
- 28 июля — Всемирный день борьбы с гепатитом (ВОЗ)
- 30 июля — Международный день дружбы
- 30 июля — Всемирный день борьбы с торговлей людьми

## Август
- 9 августа — Международный день коренных народов мира
- 12 августа — Международный день молодёжи
- 19 августа — Всемирный день гуманитарной помощи
- 21 августа — Международный день памяти и поминовения жертв терроризма
- 22 августа — Международный день памяти жертв актов насилия на основе религии или убеждений
- 23 августа — Международный день памяти о работорговле и её ликвидации (ЮНЕСКО)
- 29 августа — Международный день действий против ядерных испытаний
- 30 августа — Международный день жертв насильственных исчезновений

## Сентябрь
- 5 сентября — Международный день благотворительности
- 8 сентября — Международный день грамотности (ЮНЕСКО)
- 10 сентября — Всемирный день предотвращения самоубийств (ВОЗ)
- 12 сентября — День сотрудничества Юг-Юг Организации Объединенных Наций
- 15 сентября — Международный день демократии
- 16 сентября — Международный день охраны озонового слоя
- 21 сентября — Международный день мира
- 23 сентября — Международный день жестовых языков
- 26 сентября — Международный день борьбы за полную ликвидацию ядерного оружия
- 27 сентября — Всемирный день туризма (ЮНВТО)
- 28 сентября — Международный день всеобщего доступа к информации
- 28 сентября — Всемирный день борьбы против бешенства (ВОЗ)
- последний четверг сентября (плавающая дата) — Всемирный день моря (ИМО)
- 30 сентября — Международный день перевода

## Октябрь
- 1 октября — Международный день пожилых людей
- первый понедельник октября (плавающая дата) — Всемирный день Хабитат
- 2 октября — Международный день ненасилия
- 5 октября — Всемирный день учителя (ЮНЕСКО)
- 9 октября — Всемирный день почты (ВПС)
- 10 октября — Всемирный день психического здоровья (ВОЗ)
- 11 октября — Международный день девочек
- вторая суббота октября (плавающая дата) — Всемирный день мигрирующих птиц ЮНЕП
- 13 октября — Международный день по уменьшению опасности бедствий
- 15 октября — Международный день сельских женщин
- 16 октября — Всемирный день продовольствия (ФАО)
- 17 октября — Международный день борьбы за ликвидацию нищеты
- 20 октября (каждые пять лет, начиная с 2010 года) — Всемирный день статистики
- 24 октября — Всемирный день информации о развитии
- 24 октября — День Организации Объединённых Наций
- 27 октября — Всемирный день аудиовизуального наследия (ЮНЕСКО)
- 31 октября — Всемирный день городов

## Ноябрь
- 2 ноября — Международный день прекращения безнаказанности за преступления против журналистов
- 5 ноября — Всемирный день распространения информации о проблеме цунами
- 6 ноября — Международный день предотвращения эксплуатации окружающей среды во время войны и вооружённых конфликтов
- 10 ноября — Всемирный день науки за мир и развитие (ЮНЕСКО)
- 14 ноября — Всемирный день борьбы с диабетом (ВОЗ)
- 16 ноября — Международный день, посвящённый терпимости
- третий четверг ноября (плавающая дата) — Всемирный день философии (ЮНЕСКО)
- 19 ноября — Всемирный день туалета
- третье воскресенье ноября (плавающая дата) — Всемирный день памяти жертв дорожно-транспортных происшествий (ВОЗ)
- 20 ноября — Всемирный день ребёнка
- 20 ноября — День индустриализации Африки
- 21 ноября — Всемирный день телевидения
- 25 ноября — Международный день борьбы за ликвидацию насилия в отношении женщин
- 29 ноября — Международный день солидарности с палестинским народом
- 30 ноября — День памяти всех жертв применения химического оружия ОЗХО

## Декабрь
- 1 декабря — Всемирный день борьбы со СПИДом
- 2 декабря — Международный день борьбы за отмену рабства
- 3 декабря — Международный день инвалидов
- 5 декабря — Международный день добровольцев во имя экономического и социального развития
- 5 декабря — Всемирный день почв
- 7 декабря — Международный день гражданской авиации(ИКАО)
- 9 декабря — Международный день памяти жертв преступления геноцида, чествования их достоинства и предупреждения этого преступления
- 9 декабря — Международный день борьбы с коррупцией
- 10 декабря — День прав человека
- 11 декабря — Международный день гор
- 12 декабря — Международный день нейтралитета
- 12 декабря — Международный день всеобщего охвата услугами здравоохранения
- 18 декабря — Международный день мигранта
- 18 декабря — День арабского языка
- 20 декабря — Международный день солидарности людей